# 筆狀吻蛇鰻
筆狀吻蛇鰻，為輻鰭魚綱鰻鱺目糯鰻亞目蛇鰻科的其中一種，分布於西太平洋區的新喀里多尼亞海域，棲息深度約435公尺，體長可達45.7公分，棲息在底層水域，屬肉食性，生活習性不明。